# De Triplici Statu Mundi
Il De Triplici Statu Mundi ("Sui tre stati del mondo") è un opuscolo che tratta di Escatologia. È attribuito a Francesc Eiximenis e fu scritto in latino tra il 1378 e il 1379.. Quest'opuscolo fu trascritto e pubblicato da Albert Hauf nel 1979.

## Contenuto
Come il titolo dichiara, quest'opera tratta della divisione della storia dell'umanità in tre stati oppure età, che sarebbero:
- Primo stato

Gli uomini in questo stato erano cattivi e bellicosi, e allora Dio gli mandò molte punizioni per questa ragione: il Diluvio universale, la fuga dall'Egitto con Mosè, Sodoma e Gomorra, l'agnello d'oro del Sinai e la punizione di Dio, la presa del sacerdozio da Aronne per Nadab e Abiu, e Core e la loro morte per avere fatto questo; e finalmente, la distruzione di Gerusalemme durante il tempo di Tito e Vespasiano. L'autore considera che il popolo di Dio durante questo stato è il popolo ebreo.
- Secondo stato

Dio inviò punizioni in questo stato ma non tante come nel primo. Inoltre Dio mandò in quest'età per aiutare l'umanità Bernardo di Chiaravalle, Francesco d'Assisi e Domenico di Guzmán. Alla fine di quest'età, e potrebbe essere prima della fine del secolo nel quale si scrisse quest'opuscolo (XIV secolo), ci saranno grandi problemi, che saranno più grandi che quelli del primo stato. Finalmente apparirà l'Anticristo Mistico. Questo è un personaggio molto comune nell'escatologia medievale.
Otto caratteristiche mostrano che tutto questo succederà; l'ottava deve essere sottolineata. C'è la divisione della Chiesa durante lo Scisma d'Occidente. Allora l'autore di quest'opuscolo difende il Papa di Roma Urbano VI e critica la Cattività avignonese. Sembra anche che alcuni segni della prossima venuta dell'Anticristo Mistico sarebbero gli attacchi alla Chiesa dagli imperatori Federico Barbarossa e Federico II Hohenstaufen. Le opere che questo Anticristo Mistico farà sono spesso un luogo comune nel pensiero escatologico medievale: la conquista della Terra santa e la conversione degli infedeli.
Questo Anticristo Mistico sarà così terribile, che assomiglierà totalmente in questo aspetto all'Anticristo finale. Come consolazione per l'umanità si dà qualche regola di comportamento per questi tempi ultimi. Secondo Albert Hauf queste regole corrispondono alle Regulae pro tempore persecutionis (Regole per il tempo di persecuzione), scritte da un autore differente e che sono anche incluse in altre opere.
- Terzo stato

Dopo le grandi tribolazioni che questo Anticristo Mistico porterà, ci sarà una pace totale sulla terra e una purgazione generale dei preti. In questo terzo stato, soltanto i buoni e gli eletti resteranno.
Riguardo alla durata di questo stato, non c'è nessuna risposta. Questo finirà con l'arrivo dell'Anticristo finale, che sarà vinto e morto per Cristo. Di seguito, il Giudizio universale inizierà.

## Influenze
Come fonti, Hildegarda di Bingen, Gioacchino da Fiore e l'eremita di Lampedusa sono esplicitamente citate.
Nella divisione della storia del mondo in tre stati, e nella maniera che questa divisione è mostrata, si può vedere una chiara influenza di Gioacchino da Fiore. Quindi per l'abate di Fiore, come ci sono tre persone in Dio, in maniera similare ci sono tre grandi stati nella storia del mondo, che corrispondono alla Trinità. Il primo stato include la storia pre-cristiana. Durante questo tempo gli uomini vivevano in maniera terrestre, nella paura e nella schiavitù. Il secondo, dove l'umanità viveva tra sangue e spirito, ebbe luogo con l'arrivo di Cristo e l'anno 1260. Dopo quest'anno, secondo l'abate calabrese, gli uomini vivrebbero secondo lo spirito.
Quest'opera potrebbe avere l'influenza di Arnau de Vilanova. Per lo meno i termini che sono utilizzati sono similari ai termini utilizzati nella Expositio super Apocalipsi (Esposizione sull'Apocalisse)..
Si deve segnalare anche l'influenza di Ubertino da Casale e di Pietro di Giovanni Olivi.

## Dibattito sull'autore
Diversi specialisti credono che Francesc Eiximenis non sia l'autore di questo opuscolo. Fra essi dobbiamo fare notare questi: Martí de Barcelona, Tomás Carreras Artau, o più recentemente Josep Perarnau
Albert Hauf era anche a favore della paternità di Eiximenis quando egli lo trascrisse, ma con qualche dubbio. Diversi Francescani erano anche a favore della paternità di Eiximenis di quest'opera: Atanasio López, Andreu Ivars, Josep Pou e Pere Sanahüja L'opinione di Pere Bohigas a favore della paternità di Eiximenis di quest'opuscolo è anche rimarchevole.

## Edizioni digitali
- Edizione nella Biblioteca Elettronica del NARPAN.
- Edizione delle opere complete di Francesc Eiximenis (in catalano e in latino) on line.